# Реджи, Рафаэлла
Рафаэ́лла Ре́джи-Конкато (итал. Raffaella Reggi-Concato; род. 27 ноября 1965, Фаэнца) — итальянская профессиональная теннисистка. Победительница Открытого чемпионата США 1986 года в смешанном парном разряде (с Серхио Касалем), бронзовый призёр показательного Олимпийского турнира 1984 года.

## Спортивная карьера
В 1981 году, в 15 лет, Рафаэлла Реджи провела свой первый матч в профессиональном турнире, сыграв в первом круге Открытого чемпионата Италии, а в конце года выиграла престижный юниорский турнир Orange Bowl в своей возрастной категории. На следующий год она была впервые приглашена в сборную Италии в Кубке Федерации на матч с командой США, который итальянки проиграли всухую. В 1983 году она провела уже четыре игры за сборную, выиграв три из них, в том числе у Гелены Суковой. В этом году она участвовала в основной сетке всех четырёх турниров Большого шлема и дважды сумела выйти во второй круг.
В 1984 году Реджи приняла участие в показательном теннисном турнире Олимпийских игр в Лос-Анджелесе, где возраст участников был ограничен двадцатью годами. Реджи была посеяна на турнире под шестым номером и дошла до полуфинала, где уступила будущей чемпионке Штеффи Граф. Поскольку матч за третье место не проводился, она стала автоматически бронзовым призёром турнира.
В 1985 году Реджи выиграла свой первый профессиональный турнир и в одиночном, и в парном разрядах. Этим турниром стал Открытый чемпионат Италии; Реджи стала второй итальянкой, которой удалось победить в нём в одиночном разряде в послевоенный период и единственной, кто добилась этого успеха в Открытую эру. На следующий год она победила ещё в двух турнирах в одиночном разряде и добилась главного успеха в карьере, выиграв Открытый чемпионат США в миксте, где её партнёром был испанец Серхио Касаль. Реджи и Касаль победили последовательно вторую (Джордан/Флэк), пятую (Бунге/Санчес) и первую посеянную пару (Навратилова/Флеминг).
В 1987 году на Открытом чемпионате Франции Реджи дошла до четвертьфинала в одиночном разряде, победив в четвёртом круге посеянную пятой Гелену Сукову и проиграв затем Крис Эверт. Это был самый крупный её успех в турнирах Большого шлема в одиночном разряде. На следующий год она добилась такого же результата на Открытом чемпионате США в турнире женских пар, а в одиночном разряде дошла до четвертьфинала Олимпиады в Сеуле, победив по пути двух посеянных соперниц — Клаудию Коде-Кильш и Эверт.
К началу 1990-х годов основные успехи Реджи уже относятся к выступлениям в парном разряде. Она дошла до финала Открытого чемпионата Канады, турнира I категории, в 1990 году с хозяйкой корта Хелен Келеси и до четвертьфинала Открытого чемпионата Австралии на следующий год с Сабин Аппельманс из Нидерландов, победив по пути две посеянных пары и проиграв только первой паре турнира, Яне Новотной и Джиджи Фернандес. Её последним крупным успехом стал выход в финал турнира II категории в Милане осенью того же года. В 1992 году, после выступления на Олимпиаде в Барселоне, где она дошла до второго круга как в одиночном, так и в парном разряде, Реджи в 26 лет завершила теннисную карьеру.

## Участие в финалах турниров за карьеру (26)
| Легенда            |
| ------------------ |
| Большой шлем (1)   |
| Чемпионат WTA (0)  |
| I категория (1)    |
| II категория (2)   |
| III категория (2)  |
| IV категория (1)   |
| V категория (12)   |
| Virginia Slims (7) |

### Одиночный разряд (11)

#### Победы (5)
| №  | Дата        | Турнир                         | Покрытие | Соперница в финале    | Счёт в финале  |
| -- | ----------- | ------------------------------ | -------- | --------------------- | -------------- |
| 1. | 29 апр 1985 | Открытый чемпионат Италии, Рим | Грунт    | Вики Нельсон-Данбар   | 6-4, 6-4       |
| 2. | 19 мая 1986 | Лугано, Швейцария              | Грунт    | Мануэла Малеева       | 5-7, 6-3, 7-66 |
| 3. | 10 ноя 1986 | Сан-Хуан, Пуэрто-Рико          | Хард     | Сабрина Голеш         | 7-64, 4-6, 6-3 |
| 4. | 3 авг 1987  | VS of San Diego, США           | Хард     | Энн Минтер            | 6-0, 6-4       |
| 5. | 30 апр 1990 | Таранто, Италия                | Грунт    | Алексия Дешом-Баллере | 3-6, 6-0, 6-2  |

#### Поражения (6)
| №  | Дата        | Турнир                                                  | Покрытие | Соперница в финале    | Счёт в финале |
| -- | ----------- | ------------------------------------------------------- | -------- | --------------------- | ------------- |
| 1. | 3 июн 1985  | Барселона, Испания                                      | Грунт    | Сандра Чеккини        | 3-6, 4-6      |
| 2. | 30 мар 1987 | Айл-оф-Палмз, Калифорния, США                           | Грунт    | Мануэла Малеева       | 7-5, 2-6, 3-6 |
| 3. | 11 июл 1988 | Брюссель, Бельгия                                       | Грунт    | Аранча Санчес-Викарио | 0-6, 5-7      |
| 4. | 19 июн 1989 | Pilkington Glass Championships, Истборн, Великобритания | Трава    | Мартина Навратилова   | 6-72, 2-6     |
| 5. | 30 окт 1989 | Индианаполис, США                                       | Хард (i) | Катерина Малеева      | 4-6, 2-6      |
| 6. | 4 фев 1991  | Осло, Норвегия                                          | Ковёр    | Катарина Линдквист    | 3-6, 0-6      |

### Женский парный разряд (14)

#### Победы (4)
| №  | Дата        | Турнир                                              | Покрытие | Партнёр в финале         | Соперницы в финале                     | Счёт в финале |
| -- | ----------- | --------------------------------------------------- | -------- | ------------------------ | -------------------------------------- | ------------- |
| 1. | 29 апр 1985 | Открытый чемпионат Италии, Рим                      | Грунт    | Сандра Чеккини           | Патриция Мурго Барбара Романо          | 1-6, 6-4, 6-3 |
| 2. | 28 мар 1988 | Тампа, США                                          | Грунт    | Терри Фелпс              | Кэмми Мак-Грегор Синтия Мак-Грегор     | 6-2, 6-4      |
| 3. | 11 фев 1991 | Austrian Indoor, Линц                               | Ковёр    | Мануэла Малеева-Франьер  | Радка Зрубакова Петра Лангрова         | 3-6, 6-2, 6-4 |
| 4. | 27 янв 1992 | Nutri-Metics Bendon Classic, Окленд, Новая Зеландия | Хард     | Розалин Фэрбенк-Нидеффер | Кэти Риналди-Станкел Джилл Хетерингтон | 1-6, 6-1, 7-5 |

#### Поражения (10)
| №   | Дата        | Турнир                                       | Покрытие | Партнёр в финале      | Соперницы в финале                   | Счёт в финале |
| --- | ----------- | -------------------------------------------- | -------- | --------------------- | ------------------------------------ | ------------- |
| 1.  | 11 июл 1988 | Брюссель, Бельгия                            | Грунт    | Катерина Малеева      | Мерседес Пас Тина Шойер-Ларсен       | 6-73, 1-6     |
| 2.  | 10 окт 1988 | Porsche Tennis Grand Prix, Фильдерштадт, ФРГ | Ковёр    | Элна Рейнах           | Ивона Кучиньская Мартина Навратилова | 1-6, 1-6      |
| 3.  | 14 авг 1989 | Альбукерке, Нью-Мексико, США                 | Хард     | Аранча Санчес-Викарио | Николь Провис Элна Рейнах            | 6-4, 4-6, 2-6 |
| 4.  | 9 окт 1989  | Porsche Tennis Grand Prix, Фильдерштадт (2)  | Ковёр    | Элна Рейнах           | Робин Уайт Джиджи Фернандес          | 4-6, 6-72     |
| 5.  | 16 окт 1989 | Байонна, Франция                             | Хард (i) | Элна Рейнах           | Манон Боллеграф Катрин Танвье        | 6-73, 5-7     |
| 6.  | 30 июл 1990 | Открытый чемпионат Канады, Монреаль          | Хард     | Хелен Келеси          | Бетси Нагелсен Габриэла Сабатини     | 6-3, 2-6, 2-6 |
| 7.  | 4 фев 1991  | Осло, Норвегия                               | Ковёр    | Сабин Аппельманс      | Клаудиа Коде-Кильш Сильке Майер      | 6-3, 2-6, 4-6 |
| 8.  | 30 сен 1991 | Milan Indoor, Италия                         | Ковёр    | Сабин Аппельманс      | Сэнди Коллинз Лори Макнил            | 6-70, 3-6     |
| 9.  | 10 фев 1992 | Austrian Indoor, Линц                        | Ковёр    | Клаудиа Порвик        | Моника Кьене Мирьям Ореманс          | 4-6, 2-6      |
| 10. | 17 фев 1992 | Чезена, Италия                               | Ковёр    | Сабин Аппельманс      | Катрин Сюир Катрин Танвье            | без игры      |

### Смешанный парный разряд (1)

#### Победа (1)
| Год  | Турнир                           | Покрытие | Партнёр в финале | Соперники в финале                | Счёт в финале |
| ---- | -------------------------------- | -------- | ---------------- | --------------------------------- | ------------- |
| 1986 | Открытый чемпионат США, Нью-Йорк | Хард     | Серхио Касаль    | Мартина Навратилова Питер Флеминг | 6-4, 6-4      |